# 国産対地攻撃機 (北朝鮮)
国産対地攻撃機（こくさんたいちこうげきき）は、朝鮮民主主義人民共和国（北朝鮮）で開発された攻撃機。正式な名称は知られておらず、項目名は出典での呼称に倣う。

## 概要
1970年代、北朝鮮は過去のIl-10の運用経験を踏まえて、Il-10と同様の思想に基づく攻撃機を自国内で開発した。設計においてはIl-10に加えてCJ-6が参考とされており、CJ-6やYak-18をIl-10と折衷したような外観の複座機として完成している。
低出力のエンジンを装備したため、攻防速ともにIl-10と比べて劣る性能しか得られなかったとの推測や、朝鮮人民軍空軍に配備こそされたものの、低性能ゆえに少数が生産されたのみで早期に退役したとの判断がなされている。具体的な武装としては、主翼に23mm機関砲と7.7mm機関銃を片翼ごとにそれぞれ各1門、後席に20mm機関砲または12.7mm機関銃を1挺装備し、胴体下には100kg通常爆弾を2発以上懸架できる。
なお、この機体は北朝鮮で初めて開発された純国産飛行機だった。